# Grupo Alianza Democrática
La Alianza Democrática es un grupo parlamentario centroamericano que opera en el seno del Parlacen. Está constituido por partidos conservadores y liberales de derecha. Actualmente no tiene miembros desde julio de 2021.
Durante el período parlamentario 2011-2016 estuvo presidido por el guatemalteco Jorge Abudoj Frixione, con Julio César Grijalva (El Salvador) como primer vicepresidente, Noriel Alfredo Ceitu Flores de Panamá como segundo vicepresidente y Said Joaquín Zavala (Nicaragua) como secretario. En ese momento tuvo 23 miembros en total de cinco países centroamericanos y era la tercera bancada mayor.

## Integrantes
Durante los años 2011 al 2016, cuando era el tercer grupo más grande, tuvo como integrantes a los siguientes diputados:
| País                 | Diputados | Partido | Partido                             |
| -------------------- | --- | ------- | ----------------------------------- |
| El Salvador          | Julio César Grijalva, Gracia María Larrave, Gerardo Suvillaga, Guillermo Magaña, Mauricio Quinteros, Carlos Morales Estupinián, Hermes Flores                                                             |         | Alianza Republicana Nacionalista    |
| Guatemala            | Luis Manuel Vasquez Vides, Paula Lorena Rodríguez Lima |         | Partido Patriota                    |
| Honduras             | Roberto Emilio Argueta Reina, Roberto Ramón Castillo Lainez, Braulio Miguel Cruz Asensio, Oscar Armando Escalante Ayala, José Arquimedes Melgar Gunera, Carlos Ernesto Vargas Pineda, Myriam Suazo Toruño |         | Partido Nacional de Honduras        |
| Honduras             | Jorge Abudoj Frixione, Pedro Melvin Sánchez Vargas |         | Partido Liberal de Honduras         |
| Nicaragua            | Said Joaquín Zavala, Augusto Adrián Valle Castellón, Luis Antonio Sarantes Marín |         | Partido Liberal Independiente       |
| República Dominicana | Carmen Mirelys Uceta Velez |         | Partido Reformista Social Cristiano |